# Argonit

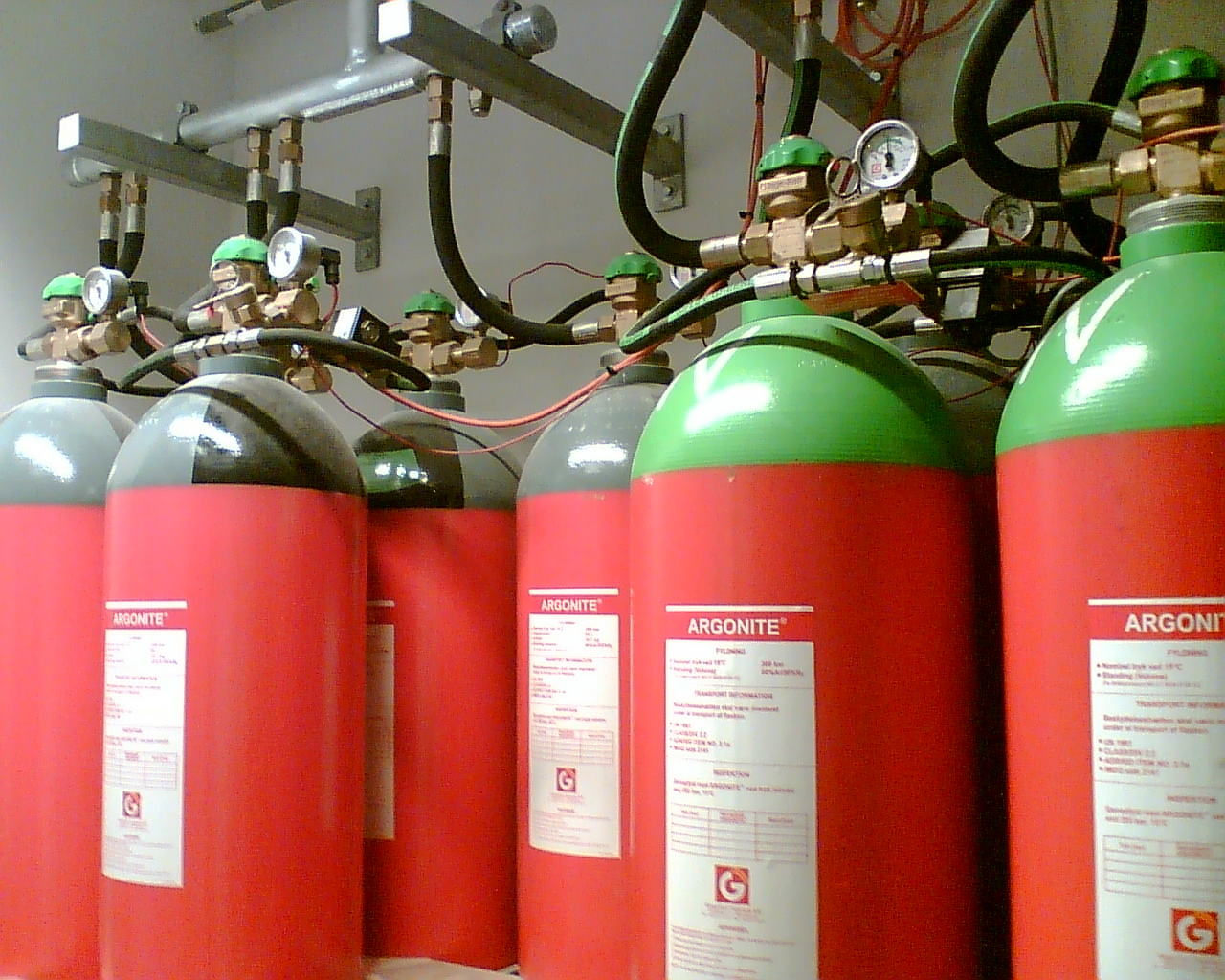
Láhve s argonitem v systému pro potlačení ohně

Argonit (anglicky Argonite) je obchodní značka a registrovaná ochranná známka plynové směsi, kterou vlastní britská společnost Ginge-Kerr. Jedná se o směs 50 % argonu (Ar) a 50 % dusíku (N2). Používá se ve zhášecích systémech pro potlačení ohně.
Podobné výrobky, jež využívají vlastností a kombinace argonu, dusíku a oxidu uhličitého (CO2), jsou Inergen, Sinorix N2 a Sinorix CDT.

## Použití
Argonit se používá pro automatické hasicí systémy v serverovnách, archivech a kdekoli, kde je třeba uhasit oheň a zachovat přitom obsah místnosti neporušený. Hašení probíhá tak, že místnost, kde vznikl požár, je vzduchotěsně uzavřena a veškerý kyslík, který podporuje hoření, je z ní Argonitem vytlačen.

## V kultuře
V časopisech amerického komiksového vydavatelství Marvel Comics, v nichž se objevuje tým superhrdinů Squadron Supreme, je Argonit fiktivní vzácná radioaktivní látka, která může jako jedna z mála existujících substancí poškodit téměř neporazitelného hrdinu Hyperiona. Stejně jako je Hyperion podobný Supermanovi, je i Argonit podobný kryptonitu. Obě látky připravují superhrdiny o jejich nadlidské schopnosti.